# 태풍 하기비스 (2007년)
태풍 하기비스 (HAGIBIS)는 2007년 11월 21일부터 11월 27일까지 활동했고 최저기압 970 hPa를 기록했던 2007년의 제24호 태풍이다. 필리핀에 영향을 주었다. 하기비스는 필리핀에서 제출하였으며 빠름을 의미한다. 미국의 킴벌리-클라크가 소유하는 기저귀 브랜드인 "하기스"에서 따온 이름이다.

## 개요
제24호 태풍 하기비스는 2007년 11월 21일 오전 3시 필리핀 마닐라 남서쪽 약 690 km 부근 해상에서 발생했다. 서북서진하면서 발달하여, 11월 22일에는 강도 "강"의 태풍으로 발달했다. 그러나 예보 기관들은 태풍이 베트남에 상륙하여, 베트남 내륙 지역에서 소멸될 것으로 예측했지만, 정작 태풍은 11월 23일부터 베트남 동쪽 해상에서 정체하기 시작했다. 서남서진-북서진-동진을 반복하며 정체하던 이 태풍은 11월 24일 밤부터 점차 동쪽으로 이동하여, 11월 27일에는 필리핀 루손섬 남단을 강타하였다. 이 과정에서 태풍은 크게 약화되었고, 필리핀 동쪽 해상으로 빠져나온 태풍은 곧 소멸되었다.
이처럼 이 태풍은 서쪽으로 이동하다가 정체하고, 그 후 진로를 180도 바꿔 동쪽으로 이동하는 이상 진로를 보였다. 이러한 진로를 보인 이유는 이 태풍이 북서쪽의 차가운 대륙 고기압의 영향을 받아서 정체하다가 필리핀 동쪽 해상에 위치해 있던 제23호 태풍 미탁과의 거리가 1,000 km 이내로 가까워졌고, 위치 상 가까운 거리에 있는 두 열대 저기압이 서로의 진로에 영향을 주는 후지와라 효과가 발생했기 때문이다. 이로 인해 "하기비스"는 동쪽으로, "미탁"은 서쪽으로 이동하는 진로가 나타났다.

## 같이 보기
- 2007년 태풍